# 弦楽四重奏曲 (メンデルスゾーン、1823年)
弦楽四重奏曲 変ホ長調は、フェリックス・メンデルスゾーンが1823年に作曲した弦楽四重奏曲。初期の作品で生前に未出版であり、作品番号はない。
なお、メンデルスゾーンが書いた変ホ長調の弦楽四重奏曲には、生前に出版された第1番、第5番もあるため注意が必要である。

## 概要
1823年当時、メンデルスゾーンは14歳であった。この弦楽四重奏曲は、まだ師ツェルターの周到な庇護下で作曲された、いわば習作であり、当然のことながら古典派の様々な影響を示している。
楽譜は1879年まで出版されなかった。

## 構成
作品は4楽章からなる。演奏時間は約23分。
- 第1楽章 アレグロ・モデラート
モーツァルト風なリリシズムがきかれる。
- 第2楽章 アダージョ・ノン・トロッポ ハ短調
悲しげでほの暗い色調は時折、2年後に作曲された弦楽八重奏曲のアンダンテの楽章を予感させる。
- 第3楽章 メヌエット
ハイドンのメヌエットを思わせる。
- 第4楽章 フーガ
二重フーガによるフィナーレは、若々しい企てをアカデミックに成し遂げた成果で、ハイドンの弦楽四重奏曲集作品20やモーツァルトの弦楽四重奏曲第14番 K.387が模範的な例であるフーガ・フィナーレの古典的な伝統の上になされている。

## 録音
演奏・録音は極めて少なく、知名度が低い。近年の録音にはエマーソン弦楽四重奏団によるものがある（ドイツ・グラモフォンより発売）。